# ゲオルク・カントール

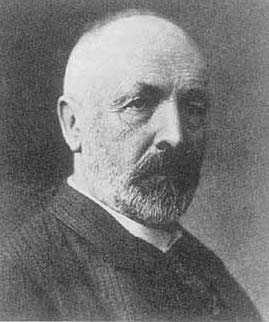
ゲオルク・カントール

ゲオルク・フェルディナント・ルートヴィッヒ・フィーリップ・カントール（Georg Ferdinand Ludwig Philipp Cantor [ˈkantoːɐ̯], 1845年3月3日 - 1918年1月6日）は、ドイツで活躍した数学者。

## 業績
素朴集合論の確立者。自然数と実数の間に全単射が存在しないことを対角線論法によって示す一方、R と Rn の間に全単射が存在することを証明した。連続体仮説に興味を持ち研究を続けたが、存命中に成果は得られなかった。連続体仮説については、後にゲーデルとポール・コーエンの結果によって一応の解決をみている。自身の集合論の矛盾も発見しているが、カントール自身はこうしたパラドックスは集合論を発展させていく上でプラスになる存在であると考え、あまり問題視していなかった。

## 生涯
1845年にロシアのサンクトペテルブルクで生まれた。父はカトリック教徒のゲオルク・ボルデマー・カントール (Georg Woldemar Cantor)、母は音楽家の家系のマリア・アンナ (Maria Anna) 。ユダヤ人の血筋で音楽家や宗教家などを輩出した家系であった。
デデキントとの交流は、初期集合論の発展のきっかけとなった。ドイツのライプツィヒ近郊のハレ大学で教えていた。晩年、次第に精神を病み、最後はハレのサナトリウム (Halle Nervenklinik) でこの世を去った。

### 青年期と学業

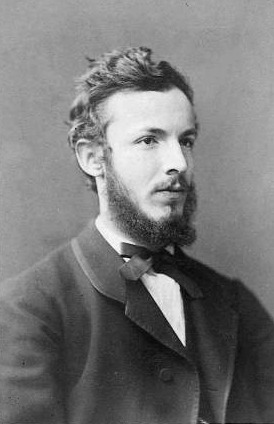
1870年ごろのカントール

ゲオルグ・カントールは1845年にロシアのサンクトペテルブルク西部の商人の入植地で生まれ、そこで11歳まで育てられた。6人兄弟で最年長だったカントールは傑出したバイオリニストとみなされていた。彼の祖父フランツ・ベーム（バイオリニストのヨーゼフ・ベームの兄）はロシア帝国のオーケストラで有名な音楽家・ソリストだった。カントールの父はサンクトペテルブルク株式取引所のメンバーだった。彼が病気になったとき、1856年に家族はサンクトペテルブルクよりも冬が穏やかな地を求めてドイツに移住した。初めはヴィースバーデンに、その後フランクフルトに移った。1860年、カントールはダルムシュタットの実科学校を優秀な成績で卒業した。彼の卓越した数学の能力、特に三角法の能力が特筆された。1862年8月、ダルムシュタット高等商業学校（現在のダルムシュタット工科大学）を卒業した。1862年、カントールはチューリッヒ工科大学に入学した。1863年7月の父の死に際して相当な遺産を受け取った。
カントールはベルリン・フンボルト大学に移り、レオポルト・クロネッカーやカール・ワイエルシュトラス、エルンスト・クンマーらの講義を受けた。彼は1866年の夏をゲッティンゲン大学で、その後数学の研究所で過ごした。カントールは優秀な学生で、彼は1867年に博士号を得た。

## 主な著作
- 「実無限に関するさまざまな立場について」(1885)
- 「フレーゲ『算術の基礎』書評」(1885)
- 「集合論の一つの基本的問題について」(1890-91)
- 「超限集合論の基礎に対する寄与」(1895-97)